# راجر ریس
راجر ریس (انگلیسی: Roger Rees؛ زادهٔ ۵ مهٔ ۱۹۴۴ – درگذشته ۱۰ ژوئیهٔ ۲۰۱۵) هنرپیشه اهل ایالات متحده آمریکا بود. وی از سال ۱۹۷۵ تا ۲۰۱۵ مشغول فعالیت بود.
از فیلم‌هایی که وی در آن نقش داشته‌است، می‌توان به فریدا، حیثیت، تهاجم، بازمانده، ایست! وگرنه مادرم شلیک می‌کند، بازی ۶، ایستگاه بعدی سرزمین عجایب، به نظر می‌رسد می‌تواند بکشد، زنبور عسل، مشکل در گوشه و اشک‌های شادی اشاره کرد.